# Carvalhal de Vermilhas
Carvalhal de Vermilhas é uma povoação portuguesa do Município de Vouzela que foi sede da extinta Freguesia de Carvalhal de Vermilhas, freguesia que tinha 8,10 km² de área e 215 habitantes (2011), e, por isso, uma densidade populacional de 26,5 hab/km².
A Freguesia de Carvalhal de Vermilhas foi extinta (agregada) a partir de 29 de Setembro de 2014, tendo o seu território passado a fazer parte integrante da então criada União de Freguesias de Cambra e Carvalhal de Vermilhas.
Situava-se na Serra do Caramulo tendo a delimitá-la as freguesias de Cambra, a norte, Fornelo do Monte, a nascente, Alcofra, a poente, e Silvares a sul, todas elas pertencentes ao Município de Vouzela, à excepção da última que integra o Município de Tondela.
Carvalhal de Vermilhas é uma aldeia tipicamente caramulana, localizada a cerca de 10 km da sede do Município, no Distrito de Viseu.
O topónimo Carvalhal corresponderá à mancha imensa de carvalhos que cobria a freguesia, a cerca de 850 metros de altitude. Por sua vez, Vermilhas estaria associada à altitude referida, já que se podem ver milhas em redor da mesma.
A sua povoação começou no Neolítico, como comprova a Lapa de Meruge, traduzindo a organização social deste povo e as suas formas de enterramento. Seguiram-se os romanos, que estiveram entre estas freguesia e a de Fornelo do Monte, existindo 2 inscrições, uma aqui e outras nas Corgas Roçadas.

## População
| População da Freguesia de Carvalhal de Vermilhas | População da Freguesia de Carvalhal de Vermilhas | População da Freguesia de Carvalhal de Vermilhas | População da Freguesia de Carvalhal de Vermilhas | População da Freguesia de Carvalhal de Vermilhas | População da Freguesia de Carvalhal de Vermilhas | População da Freguesia de Carvalhal de Vermilhas | População da Freguesia de Carvalhal de Vermilhas | População da Freguesia de Carvalhal de Vermilhas | População da Freguesia de Carvalhal de Vermilhas | População da Freguesia de Carvalhal de Vermilhas | População da Freguesia de Carvalhal de Vermilhas | População da Freguesia de Carvalhal de Vermilhas | População da Freguesia de Carvalhal de Vermilhas | População da Freguesia de Carvalhal de Vermilhas |
| ------------------------------------------------ | ------------------------------------------------ | ------------------------------------------------ | ------------------------------------------------ | ------------------------------------------------ | ------------------------------------------------ | ------------------------------------------------ | ------------------------------------------------ | ------------------------------------------------ | ------------------------------------------------ | ------------------------------------------------ | ------------------------------------------------ | ------------------------------------------------ | ------------------------------------------------ | ------------------------------------------------ |
| 1864                                             | 1878                                             | 1890                                             | 1900                                             | 1911                                             | 1920                                             | 1930                                             | 1940                                             | 1950                                             | 1960                                             | 1970                                             | 1981                                             | 1991                                             | 2001                                             | 2011                                             |
| 569                                              | 641                                              | 619                                              | 631                                              | 648                                              | 604                                              | 615                                              | 624                                              | 574                                              | 522                                              | 406                                              | 309                                              | 277                                              | 229                                              | 215                                              |

No ano de 1864 pertencia ao concelho de Oliveira de Frades, tendo passado a pertencer ao actual concelho (atual município) por decreto de 2 de novembro de 1871

## Património cultural

### Festas, feiras e romarias
- Festa de São Simão, no dia 28 de Outubro
- Festa da Nossa Senhora de Fátima, no dia 18 de Agosto

### Artesanato e tradições
Nesta freguesia produz-se na totalidade pano para vestuário, desde a sementeira à produção artesanal através da costura manual.
O folclore regional, entremez e a tradição festiva nas malhadas caracterizam esta localidade.

## Património histórico
- Igreja de São Simão (matriz)
- Casa das Torres e sua capela

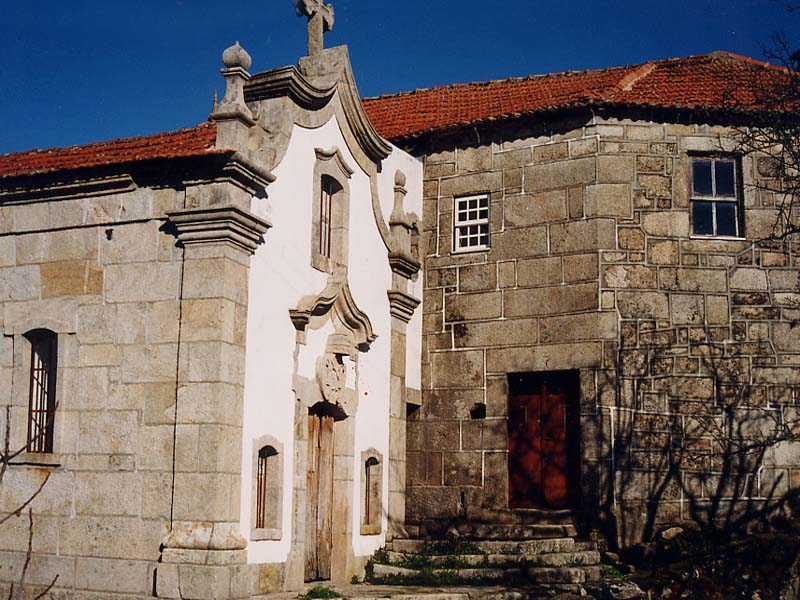
Capela da Casa das Torres.

- Casa nobre de Pêro Negro com capela
- Gruta do Poço do Urso

## Cultura
- Ecomuseu de Vermilhas